# Тун Фэй
Тун Фэй (кит. упр. 童非, пиньинь Tóng Fēi, р.25 марта 1961) — китайский гимнаст, призёр Олимпийских игр, чемпион мира.
Тун Фэй родился в 1961 году в волости Фуминь уезда Сяцзян городского округа Цзиань провинции Цзянси. В 1973 году был отобран для тренировки в сборной провинции, в 1978 году вошёл в национальную сборную.
В 1979 году Тун Фэй завоевал две золотые медали на товарищеском турнире в Румынии, и стал пятым в упражнениях на перекладине на чемпионате мира. В 1980 году завоевал золотую и серебряную медали на турнире в США. В 1981 году Тун Фэй получил травму, но несмотря на это принял участие в чемпионате мира, где завоевал бронзовую медаль в составе команды. На чемпионате мира 1983 года он завоевал золотую медаль в вольных упражнениях (и золотую в составе команды), на Олимпийских играх 1984 года завоевал серебряную медаль в упражнениях на перекладине (и серебряную в составе команды). На чемпионате мира 1985 года Тун Фэй вновь завоевал золотую медаль в вольных упражнениях, а также стал чемпионом в упражнениях на перекладине (и обладателем серебряной медали в составе команды).